# Cannone da 90/53
Le cannone da 90/53 est un modèle de canon antiaérien produit par l’entreprise Ansaldo qui servit dans l’armée du royaume d’Italie de 1941 à 1943.

## Historique
Le cannone da 90/53 est conçu à la fin des années 1930 par l’entreprise Ansaldo. Il est prévu de produire l’arme en trois versions : la 41P destinée aux emplacements statiques, la 41C qui est remorquée et enfin une version pour les véhicules. Cette dernière est destinée à être utilisée soit sur des porteurs à chenilles soit sur des camions lourds Autocaro Pesante Lancio 3/RO. Au total, un peu plus de mille exemplaires du 41P sont commandés, ainsi qu’environ 65 041 C et 57 autoportés. Les premières livraisons débutent en 1939, mais comme pour toutes les armes italiennes, la production est particulièrement lente. Ainsi, seulement 539 exemplaires tous types confondus ont été produits à la capitulation de l’Italie en juin 1943.
Le cannone da 90/53 est utilisé par l’armée de terre et la marine italienne pour la défense aérienne et la défense côtière. À la différence du canon de 88 mm allemand, il n’a été utilisé dans le rôle antichar que de manière occasionnelle, bien que ses performances balistiques soient presque aussi bonne que celles de son équivalent allemand. Les usines se trouvant en Italie du Nord, la production est d’ailleurs poursuivie après juin 1943 par les Allemands qui les incorporent dans leur armée sous les noms 9-cm Flak 4l(i) et 9-cm Flak 309/l(i).

### Données techniques
| Modèle                  | Cannone da 90/53 modello 41C |
| ----------------------- | ---------------------------- |
| Longueur hors tout      | 7,40 m                       |
| Largeur                 | 2,30 m                       |
| Hauteur                 | 2,50 m                       |
| Longueur du canon       | 4,74 m                       |
| Longueur en calibres    | L/53                         |
| Longueur du tube        | 4,05 m                       |
| Masse en ordre de route | 8 950 kg                     |
| Masse en batterie       | 6 240 kg                     |
| Calibre                 | 90 mm                        |
| Projectile              |                              |
| Masse du projectile     | 10,33 kg                     |
| Vitesse initiale        | 830 m/s                      |
| Plafond pratique        | 12 000 m                     |
| Portée                  |                              |
| Hausse                  | +85° à -2°                   |
| Azimut                  | 360°                         |